# Antrim (Ohio)
Antrim és una comunitat no incorporada al comtat de Guernsey, a l'estat d'Ohio, als Estats Units. Antrim fou planificat el 1830. La comunitat rebé el nom del comtat d'Antrim, avui dia Irlanda del Nord, la llar ancestral d'una part dels primers pobladors. El 1830 s'hi establí una oficina de correus que romangué en funcionament fins al 1957.

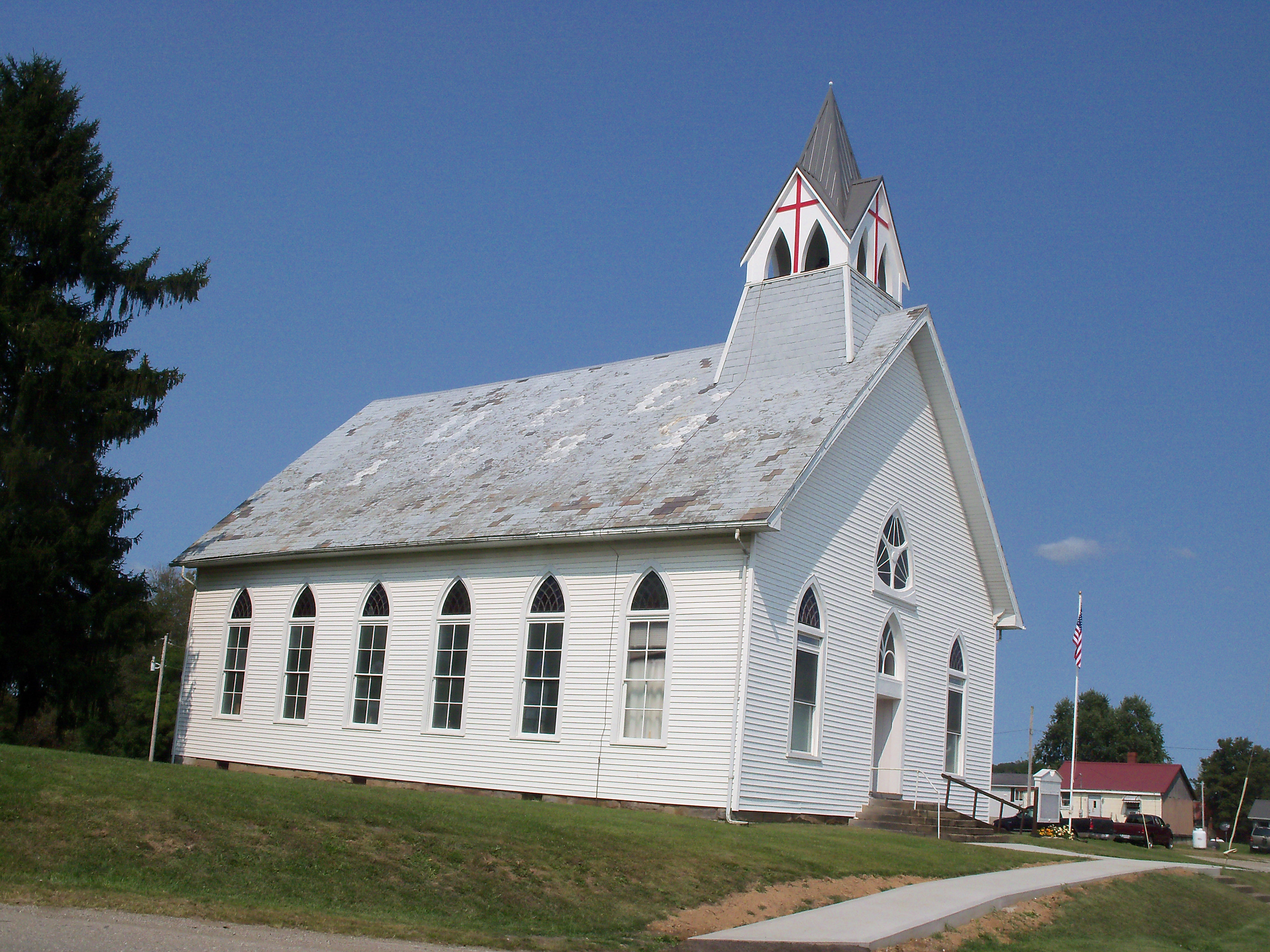
Església presbiteriana d'Antrim

Antrim fou la seu del Madison College, fundat per Samuel Findley el 1835. Madison admetia tant homes com dones en un moment en què això era inusual, i era molt respectada per la seva oferta acadèmica. El college clausurà les portes després de la Guerra Civil, tot i que la comunitat intentà restablir-la uns quants cops. La carta constitutiva del Madison College fou absorbida per la seva universitat germana, Muskingum University, al comtat veí de Muskingum.